# مبيد النطاف
مبيدات النطاف هي مادة تقوم بقتل الحيوانات المنوية حيث يتم إدخالها في المهبل قبل ممارسة العملية الجنسية وهي إحدى وسائل تحديد النسل. يمكن استخدام مبيدات النطاف وحدها لكن هذه الطريقة ليست ذات فعالية كبيرة حيث أن معدل الحمل بين الأزواج الذين يستخدمون مبيدات النطاف وحدها أعلى من معدل حمل الأزواج الذين يستخدمون وسائل تحديد النسل الأخرى. كالعازل المهبلي والواقي الذكري والإسفنج المهبلي. ويُعتقد أن استخدام مزيج مختلط من هذه الوسائل يوفر فعالية أكبر لمنع الحمل.